# 十三歲新娘
《十三歲新娘》（英語：Homeless Bird），為葛羅莉亞‧魏蘭所著，此書主要在描绘了在印度女性受到的不平等對待，也反映了時代的變遷。書中女主角出生於印度，名為蔻莉，在13歲時被迫嫁給一位從未見過面的男士，名叫哈力，但不久後丈夫便去世，使她成為寡婦，且因夫家對她很苛刻，導致她離家出走，但她憑藉著一顆堅毅善良的心和不屈不撓的精神，找尋到屬於自己的生活。